# بطولة ويمبلدون 1908
قائمة ببطولات ويمبلدون لسنة 1908:

## فردي رجال
أرثر جور هزم  هربرت روبر باريت. النتيجة: 6-3 6-2 4-6 3-6 6-4

## فردي سيدات
شارلت كوبر هزمت  أغنيس مورتن. النتيجة: 6-4, 6-4